# Savannah (actriz)
Shannon Michelle Wilsey (Mission Viejo, California, 9 de octubre de 1970-Burbank, California, 11 de julio de 1994), conocida por el nombre artístico de Savannah, fue una actriz porno estadounidense, protagonista de más de cien películas pornográficas a lo largo de su carrera. Una de las más prominentes modelos en la industria para adultos de su época, adquirió notoriedad en su corta carrera (1990-1994) debido a su presencia ante la cámara y su agitada vida personal. Savannah se suicidó en 1994 luego de sufrir un accidente automovilístico.

## Carrera y relaciones
Savannah firmó un contrato en exclusividad con Vivid Entertainment en 1991 y rápidamente se hizo famosa. Comenzó a consumir drogas y a gastar grandes sumas de dinero, llegando a tener problemas financieros. También se forjó una reputación de persona temperamental, forzando a Vivid a cortar sus relaciones con ella en 1992.
Se vio involucrada en una relación lésbica estable con su compañera modelo porno Jeanna Fine, de quien, según declaró más tarde, se había enamorado profundamente. También tuvo relaciones con el músico Gregg Allman, el comediante Pauly Shore, el guitarrista Slash y el cantante Vince Neil, de Mötley Crüe.

## Muerte
A las 2:00 del 11 de julio de 1994, Savannah, junto a su amigo Jason Swing, conducía para volver a casa de una fiesta nocturna. Según los informes policiales, ambos estaban ebrios. A una cuadra de llegar, estrelló su Corvette contra una valla, sufriendo laceraciones en la cara y rompiéndose la nariz. Preocupada por si las marcas de la cara podrían dejarle marcas, se fue a casa y pidió a un amigo que le paseara su rottweiler, y llamó a su representante artístico Nancy Pera.
Fue encontrada en su casa sobre un charco de sangre, mientras aún respiraba, por Nancy Pera. Se había disparado en la cabeza con una pistola calibre 9 mm. Después de casi nueve horas en coma, murió a las 11:20 del 11 de julio de 1994, en el St. Joseph’s Medical Center, en Burbank, California.
Los investigadores policiales concluyeron que sufría una profunda depresión producida por varios factores, incluyendo el consumo de drogas, las dificultades financieras y los desengaños amorosos. El accidente, que le provocó secuelas en su apariencia que pudieron haber acabado con su carrera, según creyó la policía, pudo ser el factor desencadenante que la llevó al suicidio. Su cuerpo fue cremado y las cenizas entregadas a su familia y amigos.

## Legado
Después de su muerte, fue recordada en dos documentales:
- Playboy produjo Playboy: The Story of X (1998), que incluía imágenes de archivo de ella.[7]
- E! True Hollywood Story "Savannah" (31 de octubre de 1999) está dedicado a sus primeros años, la familia, la carrera y la muerte inesperada.[8]

Se le dedicaron varias canciones:
- La banda de rock Okkervil River ha compuesto dos canciones basadas en la vida de Savannah. Se titulan «Savannah Smiles» en The Stage Names y «(Shannon Wilsey on the) Starry Stairs» en The Stand-Ins.[9]
- La banda Zao le dedicó la canción «Savannah».[10]
- La banda Sheavy le dedicaron la canción "Savannah: Flights of Ecstasy".[11]

El periódico gratuito OC Weekly, del Condado de Orange, California, en su edición de febrero de 2013, presentaba a la actriz no solo como una residente del condado, sino también como "posiblemente la primera superestrella diosa del porno de los años 90".